# Ermanno Englaro
Ermanno Englaro (Trieste, 2 ottobre 1919 – Grosseto, 24 marzo 1981) è stato un allenatore di calcio e calciatore italiano, di ruolo mediano.

## Carriera

### Calciatore
Cresciuto nel Ponziana e nella Triestina, milita in seguito nello Spezia (con cui ottiene la promozione in Serie B nel 1940) e nel Grosseto, prima di trasferirsi nel 1942 al Genova 1893 con cui partecipa al campionato di Serie A 1942-1943. Debutta nella massima serie il 1º novembre 1942 contro il Liguria, e totalizza 11 presenze senza reti.
Durante il periodo bellico torna alla Triestina, dove rimane fino al 1947 con l'intermezzo di una stagione al Siena, nel campionato di Divisione Nazionale 1945-1946. Prosegue la carriera in Serie C con Libertas Trieste, Cecina e Gavorrano.
Vanta 21 partite in Serie A a girone unico con le maglie di Genova 1893 e Triestina, con una rete all'attivo in occasione del pareggio interno della Triestina con la Lazio del 19 gennaio 1947, e 6 presenze ed una rete in Serie B.

### Allenatore
Allenò il Grosseto nel campionato di Serie C 1954-1955, venendo esonerato.

## Palmarès

### Giocatore

#### Competizioni nazionali
- Serie C: 1

Spezia: 1939-1940